# Samson Eitrem
Samson Eitrem, född 28 december 1872, död 8 juli 1966, var en norsk filolog. Han var bror till Hans Eitrem.
Eitrem blev filosofie doktor 1903 med avhandlingen Die göttlichen Zwillinge bei den Griechen, och därefter professor i klassisk filologi i Kristiania 1914. Från 1925 var Eitrem utgivare av Papyri osloenses och från 1924 tillsammans med Gunnar Rudberg av tidskriften Symbolæ osloenses.
Bland Eitrems skrifter märks hans religionshistoriska arbeten Beiträge zur griechischen Religionsgeschichte (1-3, 1910-20) och Opferritus und Voropfer der Griechen und Römer (1915), de populärvetenskapliga Cicero og hans tid (1910) och Ved Nilens bredder for et par tusen år siden (1930).